# Филимонов, Яков Яковлевич
Я́ков Я́ковлевич Филимо́нов (10 апреля 1771, Санкт-Петербург — 1795, село Куракино Саратовское наместничество) — российский художник XVIII века.

## Биография
Яков Яковлевич Филимонов родился 10 апреля 1771 года в городе Санкт-Петербурге в семье торопецкого купца.
С 1786 года он обучался в Императорской Академии Художеств под руководством профессора Семёна Фёдоровича Щедрина. Яков Яковлевич был награждён медалями:
- 2-й серебряной в 1790 году за композицию ландшафта
- 2-й золотой в 1791 году благодаря своей картине «С гор, между камнями, вниз падающий ручей»

В 1791 году Филимонов окончил академию с аттестатом 1-й степени и был оставлен при ней до 1793 года пенсионером. В 1793 году он был уволен по собственному желанию из звания академика в звание художника четырнадцатого класса.
Яков Яковлевич Филимонов скончался в 1795 году в селе Куракино (ныне — Сердобского района Пензенской области).

## Творчество
Яков Яковлевич Филимонов был талантливым художником-пейзажистом. В 1792—1795 годах по приглашению князя Александра Борисовича Куракина оформлял фресками строившийся господский дом в усадьбе «Надеждино». Под руководством Филимонова в селе Куракино была построена школа живописи.
Художник писал картины на сельские мотивы: «Надеждино», «Хозяйственные постройки» и многие другие. В них, как считает сам художник, он передал необыкновенную красоту куракинской усадьбы.
Среди картин Государственного Русского музея хранится и работа Филимонова «Водопад и храм Весты в Тиволи», являющаяся копией картины Дитриха «Водопад в Тиволи» 1755 года. В музее Императорской Академии Художеств находится его пейзаж, изображающий озеро с водопадом, замком и развалинами античного храма.
Некоторые другие произведения Якова Яковлевича сохранились в немногих частных коллекциях.